# Richard Greenblatt
Richard Greenblatt (Portland, 25 dicembre 1944) è un programmatore statunitense ed insieme a Bill Gosper è considerato il fondatore della comunità hacker. Ebbe un ruolo di rilievo nelle comunità del Lisp e del MIT AI Lab.

## Infanzia
La sua famiglia si trasferì a Filadelfia (Pennsylvania) quando era ancora piccolo e si spostò poi a Columbia (Missouri) con sua madre e sua sorella quando i suoi genitori divorziarono.

## Tech Model Railroad Club
Nel 1962 si iscrisse al Massachusetts Institute of Technology e iniziò a seguire i corsi di ingegneria, ma ben presto si ritrovò a dedicare tutto il suo tempo al Tech Model Railroad Club. Nel club si svolgevano vari tipi di attività riguardanti la progettazione di un modellino di una rete ferroviaria con tanto di treni funzionanti e la realizzazione di circuiti e sistemi informatici per governare la rete intera.
Un membro del club, Peter Samson, aveva scritto un programma in fortran per l'IBM 7090 che aveva la funzione di governare l'intero sistema di locomotive e binari. Entrato nel club Greenblatt decise quindi di scrivere un compilatore fortran per il PDP-1 in modo da potervi eseguire il programma. Dopo aver ottenuto una prima ma imperfetta versione del compilatore, Greenblatt abbandonò il progetto dal momento che non vi era più l'interesse di far eseguire il programma sul PDP-1.
Durante la sua permanenza nel club continuò ad hackerare software per divertimento, ma col tempo finì col dedicare troppe attenzioni ai suoi svaghi trascurando la sua carriera scolastica al MIT. Quando a conseguenza della sua condotta perse il posto di studente impiegato al MIT, fu costretto a trovare un modo alternativo per guadagnarsi da vivere e allo stesso tempo permettersi di dedicare le sue attenzioni al club.

## Software importanti
Greenblatt fu il principale implementatore del Maclisp sul PDP-6. Scrisse anche Mac Hack, il primo programma informatico capace di giocare a scacchi ad un livello competitivo e che gareggiò in un torneo. Nel 1977 il campione di scacchi Bobby Fischer sfidò Mac Hack a Cambridge in tre partite che riuscì a vincere. Greenblatt fu anche il co-creatore del Incompatible Timesharing System, un sistema operativo molto influente che fu utilizzato su PDP-6 e PDP-10 al MIT.